# 小宮理英
小宮 理英（こみや りえ、1977年4月20日 - ）は、日本の元タレントである。

## 人物・経歴
埼玉県生まれ。1999年（平成11年）より、テレビのバラエティー番組 『ワンダフル』（TBS）における「ワンギャル」のひとりとなり、同番組にレギュラー出演した。
その後は、テレビ番組　『KUNOICHI』（TBS）でも知られるアスリートで、女性タレントとしては、水野裕子に勝るとも劣らない活躍をしている。『VIKING』（フジテレビ）ではスイングマストを成功し、あと1歩でクリアという実力を持つ（女性では共に2人。彼女と羽賀佳代）。2009年（平成21年）10月放送の『KUNOICHI2009』にて、完全制覇を達成した。
また、上記の高い身体能力を生かし2004年から「マッスルミュージカル」にも出演。同時に、マッスルスクールでは、講師として子供たちを指導していた。
一時期芸能事務所「ぱれっと」に所属していたが、やがてフリーとなっていた模様。
2011年12月14日開催の熊本公演をもって、マッスルミュージカル関連のすべての活動が終了（無期限活動休止）。これに伴い、小宮は10代前半から活動し続けてきた芸能界を引退した。

## KUNOICHIで出場した大会の結果
| 大会      | ゼッケン | STAGE | 記録     | 備考     |
| --------- | -------- | ----- | -------- | -------- |
| 第4回大会 | 70       | 3rd   | 倒連板   |          |
| 第5回大会 | 72       | FINAL | 天空棒   |          |
| 第6回大会 | 不明     | 1st   | 飛翔柱   | 全カット |
| 第7回大会 | 80       | 2nd   | 吊梯子   |          |
| 第8回大会 |          | FINAL | 完全制覇 |          |

- ※第8回大会はゼッケンなし。

### 通算成績
| 出場数 | 2nd進出 | 3rd進出 | FINAL進出 | 最優秀成績 |
| ------ | ------- | ------- | --------- | ---------- |
| 5回    | 4回     | 3回     | 2回       | 1回        |

- 2009年 第8回大会終了時

## 出演番組

### バラエティ
- ワンダフル（1999年-2000年、TBS）第3期ワンダフルガールズ
- 出動!ミニスカポリス（テレビ東京系）
- グラビアの美少女（MONDO21）
- 直行便TV（2002年 - 2004年、フジテレビ）

### ドラマ
- オヤジぃ。（2000年、TBS）
- ちゅらさん（2001年、NHK）OL役
- ルージュ（2001年、NHK）
- es 危険な扉 -愛を手錠で繋ぐ時-（2001年、テレビ朝日）
- こころ（2003年、NHK）